# Kotohira-gu
Kotohira-gū (金刀比羅宮) (Konpira-dai-gongen (金比羅大権現), Konpira-san (こんぴらさん) ali svetišče Konpira) je šintoistično svetišče v mestu Kotohira v Kagavi, Japonska. To svetišče je zavetnik pomorskega prometa in mornarjev. Kompleks stavb je od 22. junija 1955 Nacionalno pomembna kulturna dobrina. Pomembna narodna materialna ljudska kulturna dediščina je 1725 informacijskih točk o prepričanjih navadnih ljudi Kinpire, določeno 21. maja 1979; nacionalna slikovita točka in naravni spomenik je gora Slonova glava, določen 9. junija 1951; tu so še državno registrirane opredmetene kulturne dobrine.
To je svetišče Kotohira ali svetišče, posvečeno Ōmononušiju. Je vodja mreže s 683 svetišči.
Stoji na 521 metrih na pol poti do vrha gore Zōzu in stoji na koncu dolge poti s 785 stopnicami do glavnega svetišča in skupaj 1368 stopnicami do notranjega svetišča. Od obdobja Muromačija so romanja v svetišče postala priljubljena in še danes se običajno na stotine obiskovalcev na dan povzpne po stopnicah gore Zōzu. Na poti do svetišča je muzej sakeja, trgovine in kamni z imeni darovalcev, vklesanimi v kandži.
Pred obdobjem Meidži je bilo tudi svetišče Kotohira budistično mesto (glej hondži suijaku).

## Zgodovina
Ustanovljen naj bi bil v 1. stoletju.
Glavni kami svetišča je Ō-mono-nuši-no-mikoto, duh, povezan s pomorstvom (imenovan tudi budistično božanstvo Konpira). Leta 1165 je bil posvečen tudi duh cesarja Sutokuja.
Pred obdobjem Meidži je bilo znano kot Konpira-Daigongen (金比羅大権現) in je stalo na čelu vsedržavne skupine svetišč z imeni Kompira in Kotohira. Dvorana Ema je mesto molitve za varno plovbo. Tempelj Konpira so leta 1889 spremenili v šintoistično svetišče in ga preimenovali v Kotohira.
Od leta 1871 do 1946 je bil Kotohira uradno označen za eno od kokuhei-čuša (国幣中社), kar pomeni, da je stal v srednjem razredu razvrščenih, nacionalno pomembnih svetišč.
Dne 5. junija 2020 je bilo svetišče Kotohira zaprto zaradi razlogov, kot je neuspeh pri pošiljanju začasne pristojbine heihaku glavnega urada šintoizma za festival Daidžosai, ki spremlja ustoličenje cesarja leta 2019. Na sedež svetišča je bilo poslano obvestilo, da vključeno razmerje bi bilo ukinjeno. Novembra 2020 je bila odobrena njegova ločitev od sedeža svetišča in postalo je neodvisno svetišče.
V svetišču Kotohira vsako leto poteka tudi spominska slovesnost za tiste, ki so bili ubiti pri opravljanju dolžnosti med čiščenjem min japonske nacionalne varnostne agencije. Veliko votivnih tablic, ki molijo za varno plovbo, je mogoče videti v dvorani zaobljubnih tablic na območju svetišča. Že od antičnih časov je privabljal širok spekter vernikov, kot ponazarja obred Konpirakō, na pristopu pa je še vedno veliko luči in drugih svetilk, ki nas spominjajo na tiste dni.

## Matsuo-dži
Matsuo-dži je tempelj v bližini, ki je nekoč vodil Kotohira-gu. Povezan je s sekto Kojasan Šingon.
Ustanovil ga je En no Gjōja, ko je imel vizijo Konpira Gongen na tem mestu.

## Zakladi
Svetišče Konpira ima več pomembnih kulturnih znamenitosti, vključno s kipom Kanona Bosacuja z enajstimi obrazi iz obdobja Heian in štirimi slikami s črnilom Marujame Ōkja.

## Versko izročilo
Ker je božanstvo varuh ladijskega prometa, mu mnogi ljudje, ki se ukvarjajo z ladijskim prometom, in ribiči neizogibno darujejo. Iz tega razloga ladje, ki ne morejo neposredno obiskati svetišča Kotohira-gu in gredo skozi vode v bližini svetišča Kotohira-gu, postavijo sod sakeja v posvečeno svetišče , da prejmejo blagoslove svetišča Kotohira-gu. Obstaja navada, imenovana nagaši-baru, pri kateri se s čolna v morje spusti sod z belo zastavo, na kateri piše nagaši-baru in ribič, ki ga najde, ga pobere in ga v njegovem imenu posveti svetišču Kotohira-gu. To še danes počnejo posadke različnih plovil, ki plujejo skozi območje, vključno s prvim potovanjem plovila japonskih pomorskih samoobrambnih sil.
Rečeno je tudi, da je lastnik psa v obdobju Edo včasih psu dal prvo letino in hrano za pot tako, da ga je obesil okoli vratu. Psa so dobronamerni ljudje na poti odpeljali v svetišče Kotohira-gu.

## Galerija
- Hongū (glavno svetišče) kompleks
- Honden (glavna dvorana) hongūja
- Mihocu džindža haiden (oratorij ali bogoslužna dvorana) hongūja
- Kaguraden (stavba, posvečena Nohu) hongūja
- Asahi-ša
- Homocukan muzej
- Votivna škatla svetišča Kompira, ok. 1800–1894, iz arhiva Oxford College Emory University